# 1980年7月27日月食
1980年7月27日月食为一次在协调世界时1980年7月27日出現的半影月食。該次月食半影食分為0.279、全影食分為-0.721。

## 概述
這次月食的食分是20.47。

## 基本參數
- 類型：半影月食
- 食甚資料：
  - 日期：1980年7月27日
  - 時間：19:08
  - 月球位置：赤經20.47度、赤緯-17.7度
  - 食分：半影食分：0.279、全影食分：-0.721

## 外部連結
- NASA月食專頁（页面存档备份，存于）（英文）